# グリーンステージ
グリーンステージは、富山県富山市にある企業・株式会社OSCAR（オスカー、旧社名：株式会社OSCAR J.J）が運営するショッピングモール事業のブランドである。

## 概要
主にショッピングセンターの開発と運営、住宅地の開発と運営、不動産売買・賃貸・仲介を業務としている。富山市に本社を置く不動産会社、株式会社OSCARホールディングス（旧社名：株式会社OSCAR）の子会社。

## 運営しているショッピングセンター
富山・石川の2県に展開する。
- アスティ（七尾市、1991年に開店）
- グリーンモール山室（富山市、1994年7月2日に開店）[1]
- アップルヒル（魚津市、1995年に開店）
- きららの里（入善町、1996年10月4日に開店）[2]
- グリーンバレー（富山市、1997年10月28日に開店）[3]
- ガイナシティ（上市町、1998年12月3日に開店）[4]
- ナッピィモール（七尾市、1999年に開店）
- 楽藏グリーンモール福光（南砺市、2000年12月14日に開店[5]）
- マッキーモール（白山市、2004年に開店）
- ベイモール（七尾市、2008年に開店）
- グリーンモール中曽根（高岡市、2008年11月20日に開店[6]）

## 主な開発住宅地
- リバーパーク珠泉（富山市）
- 響の杜（富山市婦中町響の杜）
- きらめきの郷（舟橋村）
- エバーグリーン中曽根（高岡市中曽根）
- 陽だまりの丘（新潟市東区河渡新町）
- ベイシティ（七尾市小島町）
- ひかりのもり（富山市下大久保）
- フォレステージ上大久保（富山市上大久保）

## 沿革
- 1956年（昭和31年）2月 - 北栄産業株式会社（ほくえいさんぎょう）として設立。
- 1991年（平成3年） - 商業施設開発事業を開始。
- 1993年（平成5年） - オスカーグループの傘下となり、株式会社グリーンモールに改称。
- 2003年（平成15年） - 株式会社オスカーホーム（現OSCAR）の100%子会社となる。
- 2004年（平成16年） - 親会社が持株会社に移行、株式会社グリーンステージに改称。
- 2014年（平成26年）2月1日 - 株式会社オスカーホームと合併、株式会社OSCAR J.Jに改称。「グリーンステージ」は新会社のショッピングモール事業のブランド名となる。
- 2019年（平成31年）2月 - 株式会社OSCAR J.Jから不動産部を分割し、株式会社オスカー不動産を設立（同時に株式会社ライズ開発を株式会社オスカー不動産へと社名変更）[7]。
- 2021年（令和3年）
  - 4月 - 株式会社OSCARから株式会社OSCARホールディングスへ社名変更。
  - 5月 - 株式会社OSCAR J.Jは株式会社OSCARへ社名変更[7]。